# Chiesa della Madonna del Carmine (Ripatransone)
La chiesa della Madonna del Carmine è una chiesa sussidiaria di Ripatransone, in provincia di Ascoli Piceno, che risale al XIV secolo.

## Storia e Descrizione
Potrebbe risalire al XIV secolo la costruzione, a Ripatransone, di un'edicola per riparare un'immagine della Vergine. Questa venne ritenuta miracolosa, e fu meta devozionale per molti fedeli che la chiamarono Madonna della Misericordia.
Tra il 1552 ed il 1564 venne edificata una nuova chiesa, dedicata in un primo momento alla Madonna della Misericordia, completata nel 1569. I padri carmelitani vi si stabilirono subito dopo la conclusione dei lavori e vi rimasero sino al 1575, quando vennero sostituiti nella conduzione dell'edificio sacro dai padri cappuccini, che però vi rimasero per breve tempo, a causa di disaccordi col Comune e di un eccessivo pellegrinaggio di fedeli. A partire dal 1569 si procedette alla decorazione ad affresco di varie parti all'interno, in particolare le due cappelle vicino all'ingresso.
Nel 1654 i Carmelitani cambiarono la dedicazione della chiesa, intitolandola alla Madonna del Carmine. Nel 1739 venne demolita la primitiva edicola trecentesca. 
Attorno alla fine del XX secolo iniziarono importanti opere di restauro che riguardarono la copertura dell'edificio, le murature ed il sagrato. Si pose mano anche a diversi affreschi, che in alcuni casi vennero staccato dalla loro sede.
Dal 1993 nella chiesa sono riprese le sacre celebrazioni.
La chiesa, pur avendo subito diverse manomissioni, conserva in due cappelle all'ingresso la decorazione originale cinquecentesca ad affresco dei fratelli Simone e Giovan Francesco De Magistris nel 1569. I due affreschi, concepiti come delle pale d'altare dipinte, rappresentano, da un lato un'Adorazione dei Magi danneggiata e con lacune, e dall'altra una Deposizione dalla Croce che mostra uno stile maturo, in cui la plasticità delle figure si unisce ad un'espressività retorica di ispirazione romana. I due fratelli realizzarono anche due affreschi con la Madonna col Bambino, Sant'Antonio Abate e un Santo vescovo in controfacciata.